# Jiří Nenal
Jiří Nenal (* 11. dubna 1942 Prostějov), často uváděný jako Jiří Nenál, je bývalý český fotbalový útočník a trenér. Žije ve svém rodišti, kde je dlouholetým hráčem a předsedou TJ Kulečník Prostějov.

## Hráčská kariéra
Prostějovský rodák a odchovanec hrál v československé lize za Rudou hvězdu Brno, aniž by skóroval. Do Rudé hvězdy přestoupil už v dorosteneckém věku, studoval v Brně a vyhlédl si ho Alfréd Sezemský. Nastupoval převážně v juniorce pod vedením Zdeňka Hajského. Po zrušení RH Brno působil ve Spartaku Vlašim, odkud se vrátil na podzim 1963 do druholigového B-mužstva brněnského Spartaku ZJŠ (dobový název Zbrojovky). V lednu 1964 se vrátil do Prostějova, kariéru uzavřel v Pivíně.
Ve středu 27. srpna 1975 rozhodl jedinou brankou prostějovské utkání 3. kola československého poháru, v němž domácí čtvrtoligové Železárny vyřadily prvoligovou Zbrojovku Brno.[nenalezeno v uvedeném zdroji]

### Prvoligová bilance
| Ročník           | Zápasy | Góly | Minuty | Klub                    |
| ---------------- | ------ | ---- | ------ | ----------------------- |
| I. liga 1960/61  | 1      | 0    | 90     | TJ Rudá hvězda Brno     |
| II. liga 1963/64 | –      | –    | –      | TJ Spartak ZJŠ Brno „B“ |
| CELKEM I. LIGA   | 1      | 0    | 90     |                         |

## Trenérská kariéra
Po skončení hráčské kariéry se stal trenérem. Působil pouze v prostějovských Železárnách (1977–1985), které vedl jako hlavní trenér (1977–1979), dále byl asistentem Karla Brücknera (1979–1981) a Vladimíra Mokrohajského (1981–1983).